# Kluterthöhle
Die Kluterthöhle liegt in Ennepetal südlich des Ruhrgebietes.
Die Kluterthöhle ist durch Auslaugung einer nach Norden abfallenden, rund 12,5 m mächtigen Schicht aus Riffkalk entstanden, der im Devon vor rund 370 Millionen Jahren im Meer gebildet wurde.
Aufgrund ihres Klimas wird sie auch als Erholungsort für Asthmatiker genutzt. In der Höhle herrscht eine konstante Temperatur von 10 °C.
Im Zweiten Weltkrieg diente die Kluterthöhle der Bevölkerung als Bunker zum Schutz vor Luftangriffen.
Die Höhle wird als Kurstätte und Schauhöhle genutzt. Zusätzlich zu konventionellen Führungen werden in ihr Abenteuerführungen angeboten, die den Besucher in einer Extremtour mit Taschenlampe und festem Schuhwerk durch enge Gänge führen.

## Lage und Ausdehnung
Die Höhle ist Teil des Höhlensystems Klutert-Berg. Der Klutert-Berg liegt nördlich der Ortschaft Milspe – heute Stadtteil der Gemeinde Ennepetal. Historisch wurde die Höhle oft zu Schwelm oder Voerde gerechnet.
Die Höhle hat eine Ganglänge von über 7200 Metern. Sie besteht aus mehr als 300 Gängen, unterirdischen Seen und Bächen auf einer Fläche von rund 400 × 200 Metern. Hydraulisch ist sie mit anderen Höhlen im Klutert-Berg, insbesondere der Bismarckhöhle (Ganglänge 1449 Meter) sowie dem 2024 entdeckten, noch nicht vermessenen Hackerloch verbunden. Bis 1959 die Salzgrabenhöhle entdeckt wurde, war die Kluterthöhle die größte bekannte Höhle Deutschlands. Mit zahlreichen Seen und der „Klutertspring-Quelle“ ist die Höhle wasserreich.
Große Teile der Höhle sind durch die jahrhundertelange intensive Nutzung stark entstellt. So sind nur noch an den unzugänglichsten Stellen Tropfsteine und andere Versinterungen vorhanden.

## Fauna und Naturschutz
Das Gebiet des Klutertberges mit der Bismarckhöhle wurde bereits 1937 als Naturschutzgebiet Kluterthöhle und Bismarckhöhle per Verordnung wegen seiner einzigartigen Fauna ausgewiesen. 1937 waren 150 Tierarten bekannt, die in der Höhle lebten. Insgesamt wurden 208 Tierarten im Gebiet nachgewiesen. Mehrere dieser Tierarten konnten allerdings trotz der Unterschutzstellung am Ende des Jahrhunderts nicht mehr nachgewiesen werden. Die Höhlen sind Überwinterungsquartier.
Die Höhle ist ferner als geschütztes Geotop ausgewiesen. Aktuell ist das Naturschutzgebiet 18,65 ha groß nach der seit 2001 gültigen Verordnung. Der Großteil des Naturschutzgebiets wird von 11,90 ha Buchenwald bedeckt. Dazu kommen noch kleinere Waldbereiche mit Eichenwald, Fichtenmischwald, Kiefernmischwald, Roteichenwald, Hainbuchenwald und Ahornwald, ferner liegen im Naturschutzgebiet Schlagflur, Baumhecke und brachgefallene Fettwiese. Ferner gibt es Bereiche mit natürlichem und sekundärem Kalkfels und Silikatfels. Der sekundäre Kalkfels und Silikatfels entstand durch Gesteinsabbau. Die Kalkfelsen weisen eine typische Vegetation auf und liegen in bergkuppennaher Lage. Der Wald im Gebiet hat eine hohe Bedeutung als Naherholungsgebiet und ist entsprechend von vielen Wegen durchzogen. Zum Wert führt das Biotopkataster auf: „Eine hohe Bedeutung haben auch die noch erhaltenen naturnahen Wälder, besonders auf Kalk, die lokal auch Alt- und Totholz aufweisen. Für den regionalen Biotopverbund von Wald- und Felsflächen ist der Klutertberg ein wichtiges Trittsteinbiotop. Ein naturnaher Waldbau unter weitestgehender Schonung von Alt- und Totholz sowie Schutz von Fels und Höhlenbiotopen vor Überformung sind auch zukünftig zu beachten.“
Am 30. Juli 2018 gab die Bezirksregierung Arnsberg ihre Pläne bekannt, die Höhle als Nationales Naturmonument auszuweisen. Grund dafür sei, dass die Höhlenwände von riffbildenden Organismen überzogen seien. Am 2. April 2019 erfolgte die offizielle Anerkennung als Nationales Naturmonument als zweites Objekt in Nordrhein-Westfalen und viertes in Deutschland.

## Kulturgeschichte und Erforschung

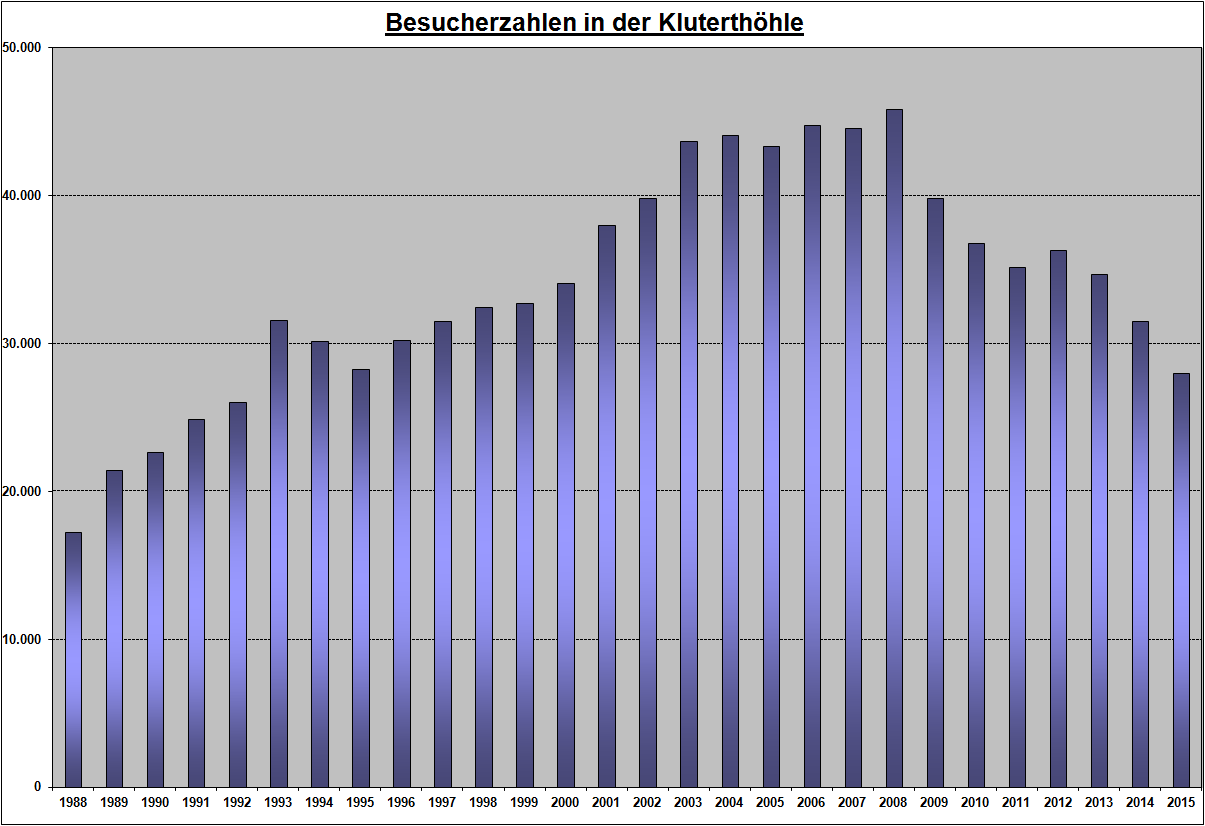
Besucherzahlen seit 1988

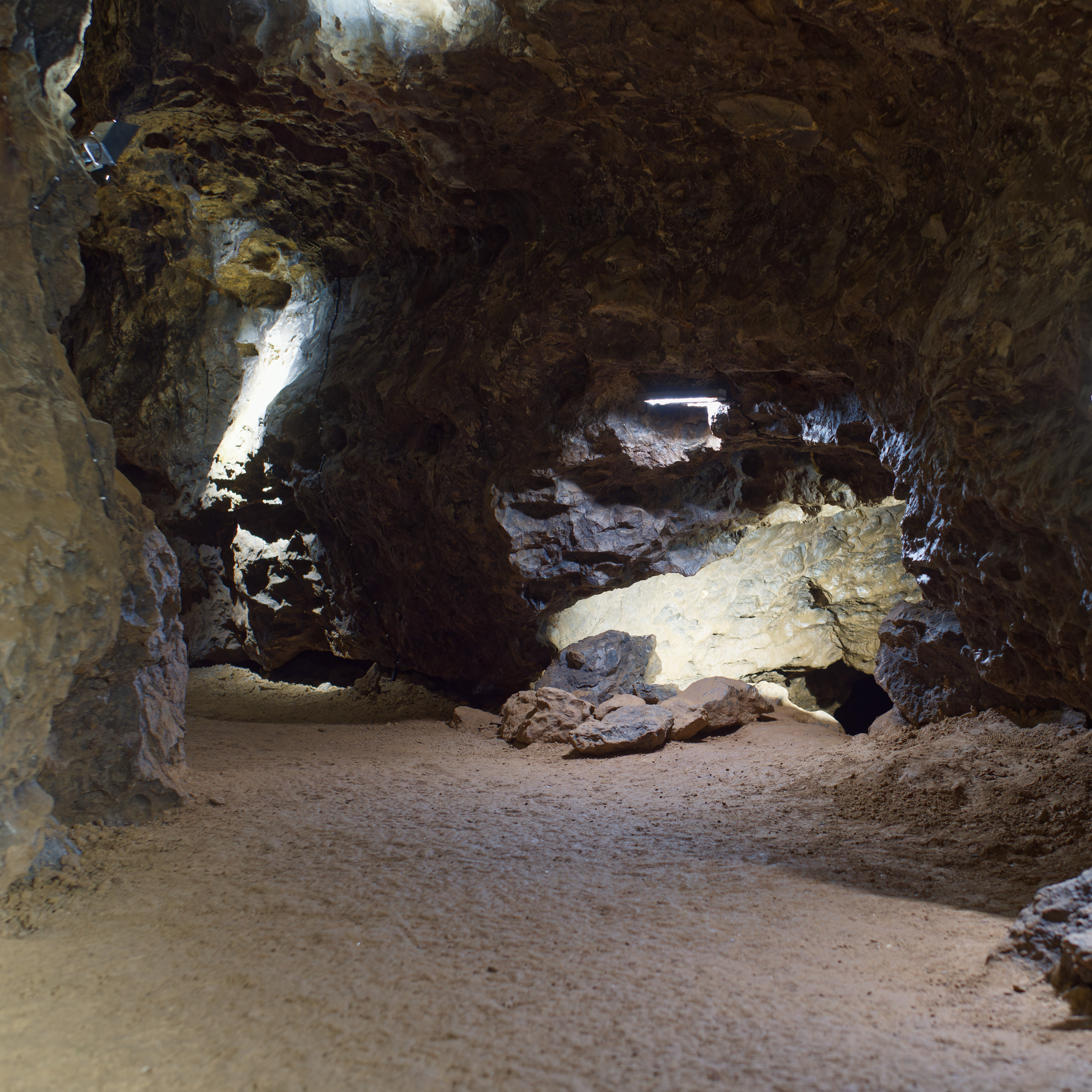
Bei einer Führung durch die Höhle

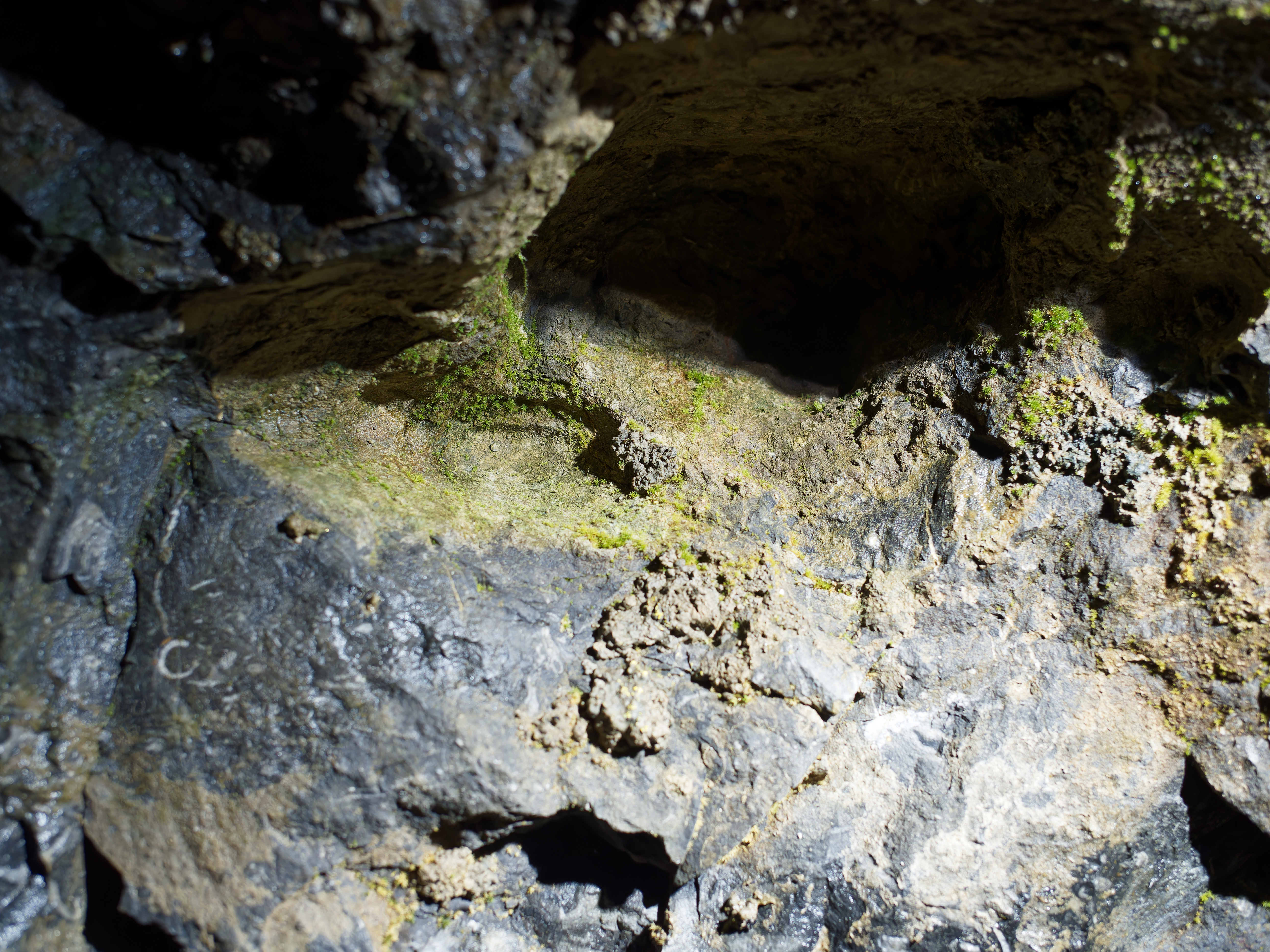
Grünpflanzen bilden sich unter Beleuchtung

Die Höhle wurde vermutlich schon in vorgeschichtlicher Zeit als Unterschlupf genutzt, Belege gibt es aber erstmals in einem Text von 1698. Scherbenfunde deuten darauf hin, dass die Höhle ab mindestens dem 12. Jahrhundert genutzt wurde. Seit der Aufklärung dient die Höhle als Ausflugsziel. Im Zweiten Weltkrieg diente die Kluterthöhle bis zu 4000 Menschen als Luftschutzraum. In der benachbarten Bismarckhöhle wurde sogar ein Kinderkarussell aufgestellt, um das Warten während der Bombennächte zu verkürzen.
Seit Mitte der 1950er-Jahre wird die Höhle zu Lungen-Kuren verwendet.
Seit 1976 werden Höhlen des Klutertberges vom Arbeitskreis Kluterthöhle e. V. wissenschaftlich betreut. Der Verein hat seitdem mehrere Hundert Meter Neuland in der Höhle entdeckt. Im Mai 2011 wurden durch Tauchgänge etwa 140 Meter Neuland entdeckt, die nach der Vermessung die Ganglänge der Kluterthöhle auf über 5800 Meter erhöhten.
Am 12. Juli 2025 fanden die Höhlenforscher des Arbeitskreises Kluterthöhle die seit 150 Jahren gesuchte Verbindung zwischen der Kluterthöhle und der Bismarckhöhle. Das Kluterthöhlensystem hat nun eine Ganglänge von 8700 Meter und ist damit das längste Höhlensystem in Nordrhein-Westfalen.